# Abu-Hàmid al-Gharnatí
Abu-Hàmid Muhàmmad ibn Abd-ar-Rahman (o Abd-ar-Rahim) ibn Sulayman al-Maziní al-Qaysí al-Gharnatí, més conegut senzillament com a Abu-Hàmid al-Gharnatí (Granada, 1080 - Damasc, 1170) fou un viatger andalusí i compilador de meravelles del món antic (ajàïb).
Va estudiar a Granada i a Uclés (Uklish), i als 30 anys va abandonar l'Àndalus i va viure a Ifríqiya fins vers 1117, quan va anar cap a Egipte i va romandre al Caire fins al 1123; després va anar a Damasc i a Bagdad on va viure-hi quatre anys. El 1120 era a Abhar, a l'Iran, i després va arribar a la regió de la desembocadura del Volga; uns anys després va anar cap a Hongria on hi va viure tres anys, fins al 1153; després va anar a Coràsmia, Bukharà, Marw, Nixapur, Rayy, Esfahan i Bàssora per arribar finalment a la Meca per complir amb el pelegrinatge. El 1155 es va establir a Bagdad però sis anys després se'n va anar a Mossul, i d'allí al cap d'un temps a Síria, on va viure a Alep i després a Damasc on va morir-hi als 90 anys.
Als darrers anys dels seus viatges va escriure a Bagdad Kitab al Múrib an bad ajàïb al-Màghrib dedicat al visir Yahya ibn Hubayra; i a Mossul va escriure Túkfat al-albab wa-núkhbat al-ajab; a les seves obres descriu fets meravellosos i coses estranyes vistes en els seus viatges. G. Ferrand va publicar la segona obra el 1925; la primera fou traduïda al castellà per C. E. Dubler amb el títol Abu Hamid el Granadino y su relación de viajes por tierras euroasiáticas, a Madrid el 1953.